# آرثر ستافورد هاثاواي
آرثر ستافورد هاثاواي (بالإنجليزية: Arthur Stafford Hathaway)‏ هو رياضياتي أمريكي، ولد في 15 سبتمبر 1855، وتوفي في 1934.